# Popinți, Pazardjik
Popinți (în bulgară Попинци) este un sat în comuna Panaghiuriște, regiunea Pazardjik,  Bulgaria. 

## Demografie
Componența etnică a satului Popinți
     Bulgari (86%)
     Romi (4,36%)
     Nicio identificare (9,63%)
     Altele (0,2%)
La recensământul din 2011, populația satului Popinți era de 1.993 locuitori. Din punct de vedere etnic, majoritatea locuitorilor (86%) erau bulgari, cu o minoritate de romi (4,36%). Pentru 9,63% din locuitori nu este cunoscută apartenența etnică.